# 多脉茜草
多脉茜草（学名：Rubia polyphlebia）为茜草科茜草属下的一个种。

## 扩展阅读
維基物種上的相關：多脉茜草